# Lasioglossum ovaliceps
Lasioglossum ovaliceps là một loài Hymenoptera trong họ Halictidae. Loài này được Cockerell mô tả khoa học năm 1898.

## Hình ảnh

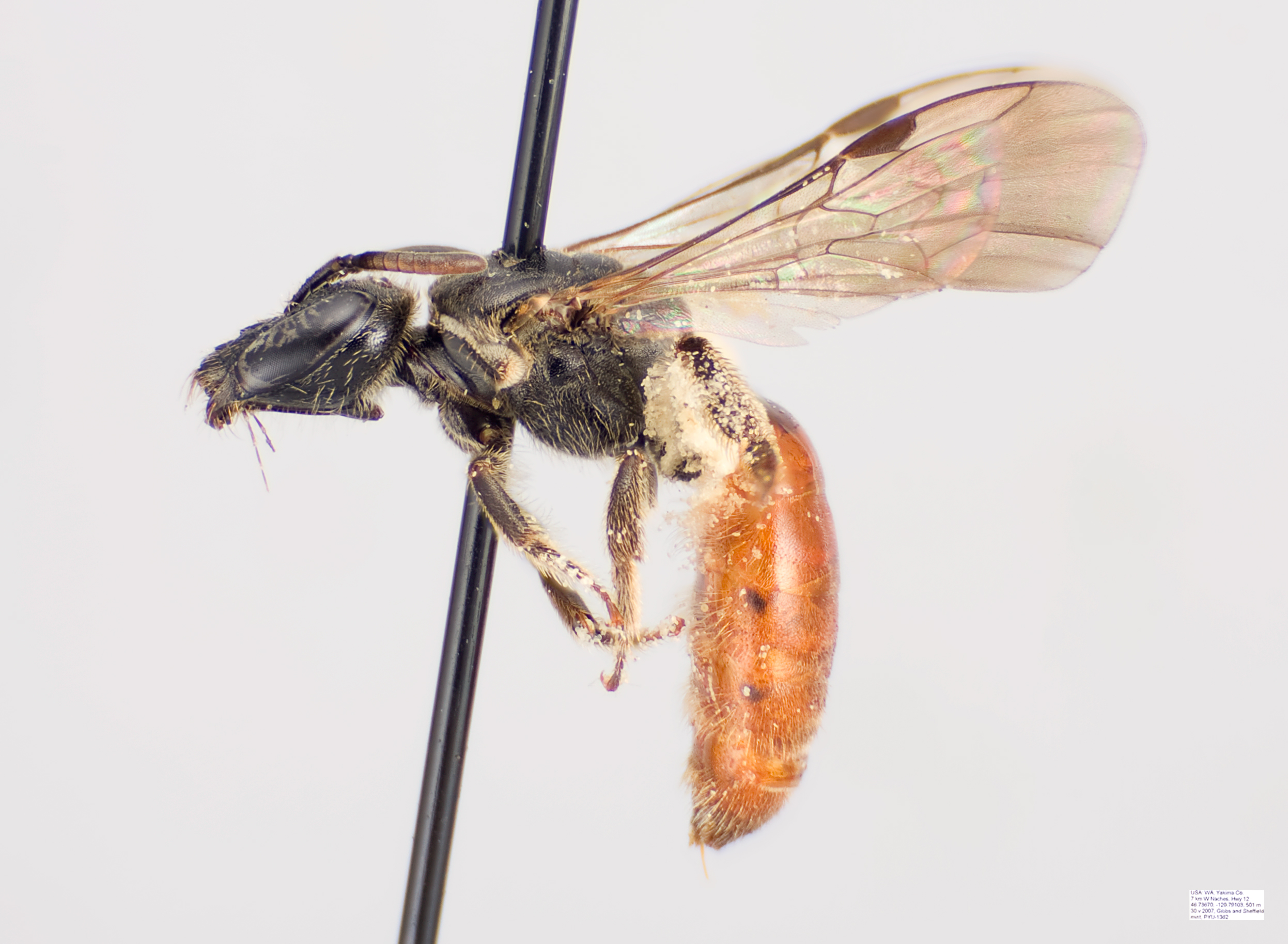